# Косов, Дмитрий Алексеевич
Дмитрий Алексеевич Косов (род. 28 сентября 1968, Кавалерово Приморский край, РСФСР, СССР) — российский легкоатлет, Мастер спорта России международного класса, многократный чемпион страны в беге на 400 м, бронзовый призёр чемпионата Европы 1994 г. и экс-рекордсмен России в эстафете 4×400 м.

## Биография
В 1987 г. закончил Кавалеровский горный техникум и был призван в ряды СА,проходил службу в 20 СКА г. Хабаровска. Первый тренер-Отмахов Э. А. В 1989 г. начал тренироваться у заслуженного тренера РСФСР Грудинина А. И. и был переведён служить в пограничные войска в г. Владивосток. Выступал за спортивный клуб «Динамо». В 1991 г. выполняет норматив Мастера спорта СССР на дистанции 400 м. В 1992 г. выигрывает чемпионат СНГ на дистанции 400 м и в составе Объединённой команды выезжает на Олимпийские игры в Барселону. В 1993 г. на чемпионате мира занимает 5-е место в составе сборной России в финале эстафеты 4×400 м с новым рекордом России-3.00,44. В 1994 г. выигрывает международные соревнования «Русская зима» в Москве в беге на 300 м, установив высшее достижение России для закрытых помещений-33,38. Многократный чемпион России (1993—1996 гг.) в беге на 400 м, участник Олимпийских игр 1992 г. в Барселоне и 1996 г. в Атланте, бронзовый призёр чемпионата Европы 1994 г. в эстафете 4×400 м, серебряный призёр в эстафете 4×400 м и бронзовый призёр в беге на 400 м Всемирной Универсиады 1995 г.
Личные достижения в беге на 400 м на открытом воздухе (45,53 — 1995 г., Москва), в помещении(46,60 — 1993 г., Москва).
В настоящее время проживает в г. Хабаровске.